# Северо-Восточный департамент
Северо-Восточный департамент Гаити (фр. Le département du Nord-Est, гаит. креол. Nòdès) — один из 10 департаментов Гаити.
Площадь 1805 км², население 358 277 (2009 год). Административный центр — город Фор-Либерте. Граничит на востоке с Доминиканской республикой.

## Округа и коммуны
Департамент делится на 4 округа и на 13 коммун:
- Фор-Либерте
  - Фор-Либерте (Fort-Liberté)
  - Перше (Perches)
  - Феррие (Ferrier)
- Уанамент
  - Уанамент (Ouanaminthe)
  - Капотиль (Capotille)
  - Мон-Органис (Mont-Organisé)
- Тру-дю-Нор
  - Тру-дю-Нор (Trou-du-Nord)
  - Карасоль (Caracol)
  - Сент-Сюзанн (Sainte-Suzanne)
  - Террие-Руж (Terrier-Rouge)
- Вальер
  - Вальер (Vallières)
  - Карис (Carice)
  - Момбен-Крош (Mombin-Croch)